# Johann Conrad Brunner

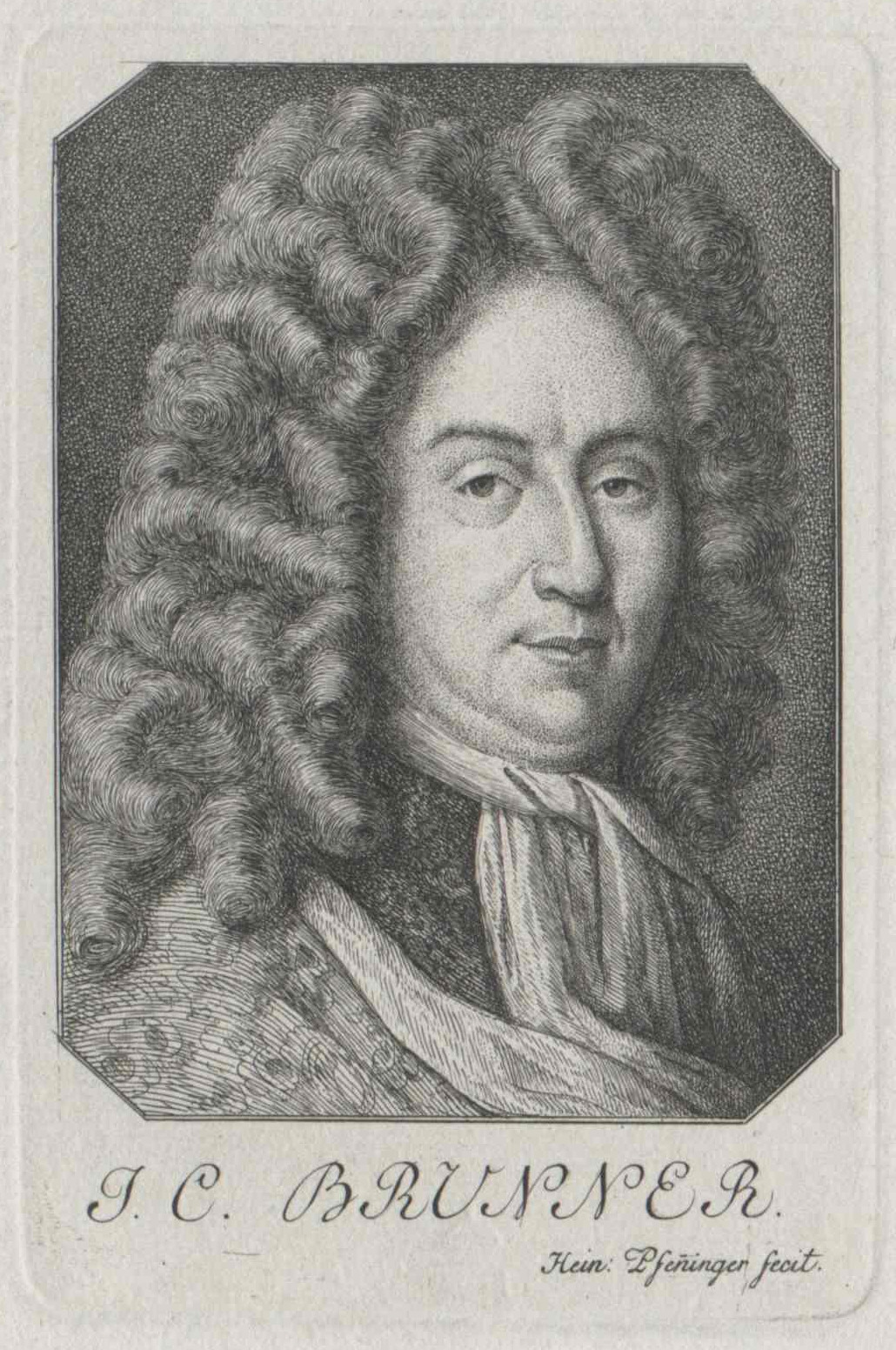
Johann Conrad Brunner

Johann Conrad Brunner (auch Brunn von Hammerstein, * 16. Januar 1653 in Diessenhofen bei Schaffhausen; † 2. Oktober 1727 in Mannheim) war ein Schweizer Arzt, Anatom und Physiologe.

## Leben
Der am 16. Januar 1653 in Diessenhofen (im Kanton Thurgau) geborene Johann Conrad Brunner studierte ab 1669 Medizin in Strassburg, wo er 1672 promoviert wurde, und war in den darauffolgenden Jahren in Paris, London, Oxford und Leiden tätig, wo er sich insbesondere mit Anatomie beschäftigte. Anschließend war er in Schaffhausen als praktischer Arzt tätig und befasste sich in Zusammenarbeit mit Johann Jakob Wepfer und Johann Conrad Peyer mit experimenteller Physiologie.
1687 wurde er ordentlicher Professor für Anatomie und Physiologie in Heidelberg mit Botanik im Nebenfach, eine Stellung, die er nach einem Jahr aufgab, um in seine Heimat zurückzukehren. 1695 wurde er Leibarzt des Kurfürsten der Pfalz, Johann Wilhelm. Brunner, nun in der Residenzstadt Düsseldorf tätig, wurde vom Kurfürsten für seine Verdienste als Brunn von Hammerstein in den Adelsstand erhoben. Nach dem Tod Johann Wilhelms im Jahre 1716 verblieb Brunner als Leibarzt im Dienste seines Nachfolgers, Karl III. Philipp. Von 1720 bis zu seinem Tod lebte Johann Conrad Brunner in Mannheim.

## Leistungen
1683 entfernte Brunner Hunden die Bauchspeicheldrüse und beobachtete als Folge extremen Durst und Polyurie; er gilt als Entdecker der für die Fettverdauung nötigen Funktion der Bauchspeicheldrüse und damit des pankreopriven Diabetes mellitus.
Er beschrieb auch bestimmte Missbildungen des zentralen Nervensystems.
1686 entdeckte Brunner die später nach ihm benannten Brunner-Drüsen (Glandulae Brunnerianae) im Zwölffingerdarm (Duodenum) des Menschen und des Hundes. Er beschrieb sie im darauffolgenden Jahr in seiner Schrift De glandulis in duodeno intestino detectis. Entdeckt wurden sie allerdings schon zuvor durch seinen Schwiegervater Johann Jakob Wepfer.

## Ehrungen
Im Jahr 1685 wurde er zum Mitglied der Deutschen Akademie der Naturforscher Leopoldina gewählt.

## Schriften
- Foetum monstrosum et bicipitem, Diss. med. Strassburg 1672
- De glandulis in duodeno intestino detectis, Heidelberg 1687
- Joh. Conr. à Brunn, Medic. Doctoris, Professoris, Archiatri Palatini Glandulae Duodeni Seu Pancreas Secundarium, Heidelbergae 1715 (Digitalisat)
- Experimenta nova circa pancreas; accedit diatriba de lympha et genuina pancreatis usu, Amsterdam (bei Henricus Westenius) 1683; 2. Aufl.  Leiden 1722.